# Aspilota nomas
Aspilota nomas är en stekelart som beskrevs av Sergey A. Belokobylskij. Aspilota nomas ingår i släktet Aspilota och familjen bracksteklar. Inga underarter finns listade.